# 10. etape af Vuelta a España 2021
10. etape af Vuelta a España 2021 er en 190,2 km lang kuperet etape, som køres den 24. august 2021 med start i Roquetas de Mar og mål i Rincón de la Victoria.

## Resultater

### Etaperesultat
| \| Etaperesultat \| Etaperesultat \| Etaperesultat \| Etaperesultat \| Etaperesultat \| \| Rytter \| Rytter \| Hold \| Tid \| \| \| ------------- \| -------------------- \| ---------------------------------- \| ------------- \| ------------- \| \| 1. \| Michael Storer \| Team DSM \| 4t 09' 21" \| \| \| 2. \| Mauri Vansevenant \| Deceuninck-Quick Step \| + 22" \| \| \| 3. \| Clément Champoussin \| AG2R Citroën Team \| + 22" \| \| \| 4. \| Dylan van Baarle \| Ineos Grenadiers \| + 22" \| \| \| 5. \| Odd Christian Eiking \| Intermarché-Wanty-Gobert Matériaux \| + 22" \| \| \| 6. \| Jhonatan Narváez \| Ineos Grenadiers \| + 51" \| \| \| 7. \| Nick Schultz \| BikeExchange \| + 51" \| \| \| 8. \| Geoffrey Bouchard \| AG2R Citroën Team \| + 51" \| \| \| 9. \| Lilian Calmejane \| AG2R Citroën Team \| + 51" \| \| \| 10. \| Kenny Elissonde \| Trek-Segafredo \| + 51" \| \| |                      |                                    |            |
| |                      |                                    |            |
| Kilde: ProCyclingStats |                      |                                    |            |
| Etaperesultat |                      |                                    |            |
| Rytter | Rytter               | Hold                               | Tid        |
| 1. | Michael Storer       | Team DSM                           | 4t 09' 21" |
| 2. | Mauri Vansevenant    | Deceuninck-Quick Step              | + 22"      |
| 3. | Clément Champoussin  | AG2R Citroën Team                  | + 22"      |
| 4. | Dylan van Baarle     | Ineos Grenadiers                   | + 22"      |
| 5. | Odd Christian Eiking | Intermarché-Wanty-Gobert Matériaux | + 22"      |
| 6. | Jhonatan Narváez     | Ineos Grenadiers                   | + 51"      |
| 7. | Nick Schultz         | BikeExchange                       | + 51"      |
| 8. | Geoffrey Bouchard    | AG2R Citroën Team                  | + 51"      |
| 9. | Lilian Calmejane     | AG2R Citroën Team                  | + 51"      |
| 10. | Kenny Elissonde      | Trek-Segafredo                     | + 51"      |

### Klassement efter etapen
| \| Samlede stilling \| Samlede stilling \| Samlede stilling \| Samlede stilling \| Samlede stilling \| \| Rytter \| Rytter \| Hold \| Tid \| \| \| ---------------- \| -------------------- \| ---------------------------------- \| ---------------- \| ---------------- \| \| 1. \| Odd Christian Eiking \| Intermarché-Wanty-Gobert Matériaux \| 38t 37' 46" \| \| \| 2. \| Guillaume Martin \| Cofidis \| + 58" \| \| \| 3. \| Primož Roglič \| Jumbo-Visma \| + 2' 17" \| \| \| 4. \| Enric Mas \| Movistar Team \| + 2' 45" \| \| \| 5. \| Miguel Ángel López \| Movistar Team \| + 3' 38" \| \| \| 6. \| Jack Haig \| Bahrain Victorious \| + 3' 59" \| \| \| 7. \| Egan Bernal \| Ineos Grenadiers \| + 4' 46" \| \| \| 8. \| Sepp Kuss \| Jumbo-Visma \| + 4' 57" \| \| \| 9. \| Adam Yates \| Ineos Grenadiers \| + 5' 01" \| \| \| 10. \| Felix Großschartner \| Bora-Hansgrohe \| + 5' 42" \| \| |                      |                                    |             |
| |                      |                                    |             |
| Kilde: ProCyclingStats |                      |                                    |             |
| Samlede stilling |                      |                                    |             |
| Rytter | Rytter               | Hold                               | Tid         |
| 1. | Odd Christian Eiking | Intermarché-Wanty-Gobert Matériaux | 38t 37' 46" |
| 2. | Guillaume Martin     | Cofidis                            | + 58"       |
| 3. | Primož Roglič        | Jumbo-Visma                        | + 2' 17"    |
| 4. | Enric Mas            | Movistar Team                      | + 2' 45"    |
| 5. | Miguel Ángel López   | Movistar Team                      | + 3' 38"    |
| 6. | Jack Haig            | Bahrain Victorious                 | + 3' 59"    |
| 7. | Egan Bernal          | Ineos Grenadiers                   | + 4' 46"    |
| 8. | Sepp Kuss            | Jumbo-Visma                        | + 4' 57"    |
| 9. | Adam Yates           | Ineos Grenadiers                   | + 5' 01"    |
| 10. | Felix Großschartner  | Bora-Hansgrohe                     | + 5' 42"    |

| Pointkonkurrence | Pointkonkurrence | Pointkonkurrence      | Pointkonkurrence | Pointkonkurrence |
| Rytter           | Rytter           | Hold                  | Point            |                  |
| ---------------- | ---------------- | --------------------- | ---------------- | ---------------- |
| 1.               | Fabio Jakobsen   | Deceuninck-Quick Step | 180 point        |                  |
| 2.               | Jasper Philipsen | Alpecin-Fenix         | 164 point        |                  |
| 3.               | Arnaud Démare    | Groupama-FDJ          | 74 point         |                  |
| 4.               | Alberto Dainese  | Team DSM              | 73 point         |                  |
| 5.               | Primož Roglič    | Jumbo-Visma           | 71 point         |                  |
| 6.               | Michael Matthews | BikeExchange          | 70 point         |                  |
| 7.               | Magnus Cort      | EF Education-Nippo    | 67 point         |                  |
| 8.               | Lilian Calmejane | AG2R Citroën Team     | 59 point         |                  |
| 9.               | Matteo Trentin   | UAE Team Emirates     | 54 point         |                  |
| 10.              | Alex Aranburu    | Astana-Premier Tech   | 52 point         |                  |

| Pointkonkurrence | Pointkonkurrence | Pointkonkurrence      | Pointkonkurrence | Pointkonkurrence |
| Rytter           | Rytter           | Hold                  | Point            |                  |
| ---------------- | ---------------- | --------------------- | ---------------- | ---------------- |
| 1.               | Fabio Jakobsen   | Deceuninck-Quick Step | 180 point        |                  |
| 2.               | Jasper Philipsen | Alpecin-Fenix         | 164 point        |                  |
| 3.               | Arnaud Démare    | Groupama-FDJ          | 74 point         |                  |
| 4.               | Alberto Dainese  | Team DSM              | 73 point         |                  |
| 5.               | Primož Roglič    | Jumbo-Visma           | 71 point         |                  |
| 6.               | Michael Matthews | BikeExchange          | 70 point         |                  |
| 7.               | Magnus Cort      | EF Education-Nippo    | 67 point         |                  |
| 8.               | Lilian Calmejane | AG2R Citroën Team     | 59 point         |                  |
| 9.               | Matteo Trentin   | UAE Team Emirates     | 54 point         |                  |
| 10.              | Alex Aranburu    | Astana-Premier Tech   | 52 point         |                  |

| Bjergkonkurrence | Bjergkonkurrence | Bjergkonkurrence                   | Bjergkonkurrence | Bjergkonkurrence |
| Rytter           | Rytter           | Hold                               | Point            |                  |
| ---------------- | ---------------- | ---------------------------------- | ---------------- | ---------------- |
| 1.               | Damiano Caruso   | Bahrain Victorious                 | 28 point         |                  |
| 2.               | Romain Bardet    | Team DSM                           | 22 point         |                  |
| 3.               | Michael Storer   | Team DSM                           | 17 point         |                  |
| 4.               | Pavel Sivakov    | Ineos Grenadiers                   | 16 point         |                  |
| 5.               | Jack Haig        | Bahrain Victorious                 | 15 point         |                  |
| 6.               | Primož Roglič    | Jumbo-Visma                        | 12 point         |                  |
| 7.               | Kenny Elissonde  | Trek-Segafredo                     | 11 point         |                  |
| 8.               | Rein Taaramäe    | Intermarché-Wanty-Gobert Matériaux | 10 point         |                  |
| 9.               | Sepp Kuss        | Jumbo-Visma                        | 9 point          |                  |
| 10.              | Enric Mas        | Movistar Team                      | 7 point          |                  |

| Bjergkonkurrence | Bjergkonkurrence | Bjergkonkurrence                   | Bjergkonkurrence | Bjergkonkurrence |
| Rytter           | Rytter           | Hold                               | Point            |                  |
| ---------------- | ---------------- | ---------------------------------- | ---------------- | ---------------- |
| 1.               | Damiano Caruso   | Bahrain Victorious                 | 28 point         |                  |
| 2.               | Romain Bardet    | Team DSM                           | 22 point         |                  |
| 3.               | Michael Storer   | Team DSM                           | 17 point         |                  |
| 4.               | Pavel Sivakov    | Ineos Grenadiers                   | 16 point         |                  |
| 5.               | Jack Haig        | Bahrain Victorious                 | 15 point         |                  |
| 6.               | Primož Roglič    | Jumbo-Visma                        | 12 point         |                  |
| 7.               | Kenny Elissonde  | Trek-Segafredo                     | 11 point         |                  |
| 8.               | Rein Taaramäe    | Intermarché-Wanty-Gobert Matériaux | 10 point         |                  |
| 9.               | Sepp Kuss        | Jumbo-Visma                        | 9 point          |                  |
| 10.              | Enric Mas        | Movistar Team                      | 7 point          |                  |

| Ungdomskonkurrence | Ungdomskonkurrence  | Ungdomskonkurrence  | Ungdomskonkurrence | Ungdomskonkurrence |
| Rytter             | Rytter              | Hold                | Tid                |                    |
| ------------------ | ------------------- | ------------------- | ------------------ | ------------------ |
| 1.                 | Egan Bernal         | Ineos Grenadiers    | 38t 42' 32"        |                    |
| 2.                 | Aleksandr Vlasov    | Astana-Premier Tech | + 1' 26"           |                    |
| 3.                 | Gino Mäder          | Bahrain Victorious  | + 2' 08"           |                    |
| 4.                 | Juan Pedro López    | Trek-Segafredo      | + 4' 37"           |                    |
| 5.                 | Rémy Rochas         | Cofidis             | + 16' 54"          |                    |
| 6.                 | Clément Champoussin | AG2R Citroën Team   | + 19' 10"          |                    |
| 7.                 | Michael Storer      | Team DSM            | + 29' 31"          |                    |
| 8.                 | Steff Cras          | Lotto-Soudal        | + 31' 54"          |                    |
| 9.                 | Mark Padun          | Bahrain Victorious  | + 37' 09"          |                    |
| 10.                | Pavel Sivakov       | Ineos Grenadiers    | + 38' 29"          |                    |

| Ungdomskonkurrence | Ungdomskonkurrence  | Ungdomskonkurrence  | Ungdomskonkurrence | Ungdomskonkurrence |
| Rytter             | Rytter              | Hold                | Tid                |                    |
| ------------------ | ------------------- | ------------------- | ------------------ | ------------------ |
| 1.                 | Egan Bernal         | Ineos Grenadiers    | 38t 42' 32"        |                    |
| 2.                 | Aleksandr Vlasov    | Astana-Premier Tech | + 1' 26"           |                    |
| 3.                 | Gino Mäder          | Bahrain Victorious  | + 2' 08"           |                    |
| 4.                 | Juan Pedro López    | Trek-Segafredo      | + 4' 37"           |                    |
| 5.                 | Rémy Rochas         | Cofidis             | + 16' 54"          |                    |
| 6.                 | Clément Champoussin | AG2R Citroën Team   | + 19' 10"          |                    |
| 7.                 | Michael Storer      | Team DSM            | + 29' 31"          |                    |
| 8.                 | Steff Cras          | Lotto-Soudal        | + 31' 54"          |                    |
| 9.                 | Mark Padun          | Bahrain Victorious  | + 37' 09"          |                    |
| 10.                | Pavel Sivakov       | Ineos Grenadiers    | + 38' 29"          |                    |

| Holdkonkurrence | Holdkonkurrence                    | Holdkonkurrence | Holdkonkurrence |
| Hold            | Hold                               | Tid             |                 |
| --------------- | ---------------------------------- | --------------- | --------------- |
| 1.              | Ineos Grenadiers                   | 115t 49' 03"    |                 |
| 2.              | UAE Team Emirates                  | + 11' 31"       |                 |
| 3.              | Movistar Team                      | + 15' 47"       |                 |
| 4.              | Bahrain Victorious                 | + 16' 00"       |                 |
| 5.              | Jumbo-Visma                        | + 21' 59"       |                 |
| 6.              | Trek-Segafredo                     | + 28' 50"       |                 |
| 7.              | Intermarché-Wanty-Gobert Matériaux | + 40' 22"       |                 |
| 8.              | AG2R Citroën Team                  | + 43' 15"       |                 |
| 9.              | Astana-Premier Tech                | + 47' 49"       |                 |
| 10.             | Team DSM                           | + 50' 02"       |                 |

| Holdkonkurrence | Holdkonkurrence                    | Holdkonkurrence | Holdkonkurrence |
| Hold            | Hold                               | Tid             |                 |
| --------------- | ---------------------------------- | --------------- | --------------- |
| 1.              | Ineos Grenadiers                   | 115t 49' 03"    |                 |
| 2.              | UAE Team Emirates                  | + 11' 31"       |                 |
| 3.              | Movistar Team                      | + 15' 47"       |                 |
| 4.              | Bahrain Victorious                 | + 16' 00"       |                 |
| 5.              | Jumbo-Visma                        | + 21' 59"       |                 |
| 6.              | Trek-Segafredo                     | + 28' 50"       |                 |
| 7.              | Intermarché-Wanty-Gobert Matériaux | + 40' 22"       |                 |
| 8.              | AG2R Citroën Team                  | + 43' 15"       |                 |
| 9.              | Astana-Premier Tech                | + 47' 49"       |                 |
| 10.             | Team DSM                           | + 50' 02"       |                 |